# Presoners (pel·lícula)
Presoners (títol original en anglès: Prisoners) és una pel·lícula de 2013 dirigida per Denis Villeneuve, protagonitzada per Hugh Jackman, Jake Gyllenhaal, Viola Davis, Maria Bello, Terrence Howard, Melissa Leo i Paul Dano. La trama gira al voltant del segrest de dues nenes i els esforços de les seves famílies i la policia per trobar-les.
La pel·lícula va ser candidata a un premi Oscar en la categoria de millor fotografia. Ha estat doblada i subtitulada al català.

## Argument
El Dia d'Acció de Gràcies, Keller Dover (Hugh Jackman), la seva esposa Grace (Maria Bello) i els seus fills van a sopar a la casa dels seus amics, Franklin (Terrence Howard) i Nancy Birch (Viola Davis). Aquesta tarda, les filles menors d'ambdues famílies -Anna i Joy- van sense permís a la casa dels Dover, per buscar un xiulet. No obstant això, les nenes no tornen a la casa dels Birch, el que espanta els seus pares. La policia aconsegueix localitzar una autocaravana que estava estacionada a prop de la casa, i que havia cridat l'atenció de les nenes abans de la seva desaparició. El vehicle pertany a un jove anomenat Alex Jones (Paul Dano), qui intenta escapar però és finalment arrestat per la policia.
El detectiu David Loki (Jake Gyllenhaal) interroga al jove, però no aconsegueix descobrir pistes sobre el parador de les nenes, ja que Alex presenta una discapacitat intel·lectual. Sense proves concloents sobre la responsabilitat del detingut, la policia es veu obligada a alliberar-lo. Keller encara a Alex a la sortida de la comissaria, qui li murmura: «No van plorar fins que les vaig deixar». Convençut que el jove sap on és la seva filla, Keller segresta a Alex i el tanca en una casa abandonada, on l'interroga i tortura durant dies, sense obtenir una resposta clara a les seves preguntes.
Mentrestant, Loki continua la seva investigació, la qual el porta a la casa d'un sacerdot. Al soterrani de la casa, el detectiu troba un cadàver lligat a una cadira, que té un amulet al coll (un laberint). Després de ser interrogat, el sacerdot li diu que va matar a l'home perquè va confessar haver assassinat a diversos nens. Posteriorment, Loki es dedica a seguir els passos d'un nou sospitós, qui hauria entrat a les cases de les dues famílies dies després del segrest. La seva residència és descoberta pel detectiu, qui s'atura al jove, anomenat Bob Taylor. Les parets de la casa estan plenes de dibuixos de laberints, i una de les habitacions té caixes amb serps i roba de nens ensangonada al seu interior. Mentre és interrogat, el sospitós li pren la pistola a Loki i se suïcida.
La policia determina que la sang trobada a la casa del sospitós és sang de porc, i posteriorment es descobreix que Taylor havia estat segrestat quan nen, i des de llavors havia estat obsessionat amb laberints. El jove havia obtingut la roba de l'Anna i Joy de casa seva i, per tant, no va participar en el segrest de les nenes. Mentrestant, Alex li revela a Keller que aquest no és el seu veritable nom, i que quan era petit va aconseguir escapar d'un laberint. Keller visita a la tia d'Alex, Holly (Melissa Leo), i li esmenta el tema dels laberints. La dona només li diu que Alex no parla molt, a causa d'un accident que va patir en la seva infantesa amb unes serps.
Dies després, Joy és trobada al carrer, desorientada i drogada. Keller la visita a l'hospital per preguntar pel parador de la seva filla, però la nena només aconsegueix dir: «Tu eres aquí». L'home surt corrent del lloc i Loki intenta aconseguir-ho. El detectiu arriba a la casa abandonada on està Alex, però no troba al pare. En comptes d'anar-hi, Keller va a la casa de l'Àlex, per interrogar a la seva tia. No obstant això, la dona ho amenaça amb una pistola i li explica que ella va ser la responsable del segrest. Ella i el seu marit havien segrestat a diversos nens al llarg dels anys, el que veien com una «guerra contra Déu» per haver permès que el seu propi fill morís a una curta edat. Alex va ser el primer nen segrestat, i des de llavors va ser adoptat per la parella.
Holly dispara Keller i el tanca en un amagatall subterrani, que està al pati d'una casa, sota un automòbil vell. Allà troba el xiulet que estava buscant la seva filla el dia en què va ser segrestada. Minuts després, la dona és visitada per Loki, qui li va a informar que Alex va ser trobat. Atès que ningú obre la porta, el detectiu entra a la casa i troba una foto del marit, que té el penjoll que portava el cadàver. Loki treu la seva arma i registra la casa, trobant a Holly i Anna. La dona li ha subministrat un verí a la nena, de manera que el detectiu mata Holly i porta a Anna a correcuita a l'hospital. La nena aconsegueix sobreviure.
Aquesta nit, el detectiu va a la casa de Holly, on un grup de policies està buscant pistes sobre els altres nens segrestats i sobre el parador de Keller. Els policies el informen que no poden seguir excavant el lloc, ja que la terra està massa congelada, així que Loki es queda sol. En aquell moment, el detectiu escolta el so d'un xiulet, provinent de l'amagatall on està Keller. Loki titubeja, però el xiulet torna a sonar i va a investigar d'on ve.

## Repartiment
- Hugh Jackman com a Keller Dover
- Jake Gyllenhaal com al Detective David Loki
- Viola Davis com a Nancy Birch
- Maria Bello com a Grace Dover
- Terrence Howard com a Franklin Birch
- Melissa Leo com a Holly Jones
- Paul Dano com a Alex Jones
- Dylan Minnette com a Ralph Dover
- Zoe Borde com a Eliza Birch
- Erin Gerasimovich com a Anna Dover
- Kyla Drew Simmons com a Joy Birch
- Wayne Duvall com al capità Richard O'Malley
- Len Cariou com al pare Patrick Dunn
- David Dastmalchian com a Bob Taylor

## Recepció
L'obra va obtenir una resposta positiva per part de la crítica cinematogràfica. La pel·lícula posseeix un 82% de comentaris positius en el lloc web Rotten Tomatoes, basat en un total de 180 ressenyes, i una puntuació de 74/100 en Metacritic. Jocelyn Noveck, de l'Associated Press, va escriure: «En mans menys talentoses, la història podria haver caigut en la sensibleria. Però Villeneuve, director de la nominada a l'Oscar Incendies, sembla saber exactament fins on arribar; només un moment se sent menys que autèntic, però seria un spoiler esmentar-». Segons Claudia Puig, del diari USA Today, «amb el seu realisme macabre, Prisoners és molt més terrorífica que qualsevol pel·lícula de terror, sent simultàniament esgotadora, fascinant i contemplativa». A.O. Scott del The New York Times va sostenir que la pel·lícula «absorbeix i controla la teva atenció amb tal seguretat que has de contenir la respiració per por a distreure a les persones que estan en pantalla, deixant anar una exhalació d'alleujament o sorpresa davant cada nova revelació».
Per contra, Ann Hornaday, del The Washington Post, va escriure que Presoners «s'uneix a una llarga llista de pel·lícules que es venen a través de la pròpia depravació i maligna imaginació moral que pretenen reprovar». Richard Corliss, de la revista Time, va escriure: «A través de tota la boirina, gairebé es pot detectar el contorn intel·ligent, atractiu del guió de Guzikowski dins de la flacciditat i pretensiositat de les decisions com a director de Villeneuve».

## Premis i nominacions

### Premis Óscar
| Any  | Categoría         | Candidat(s)   | Resultat  |
| ---- | ----------------- | ------------- | --------- |
| 2013 | Millor fotografia | Roger Deakins | Finalista |

### Festival Internacional de Cinema de Toronto
| Any  | Categoria                           | Resultat  |
| ---- | ----------------------------------- | --------- |
| 2013 | Premi del Públic - Milor pel·lícula | Finalista |

### National Board of Review
| Any  | Categoria                              | Resultat   |
| ---- | -------------------------------------- | ---------- |
| 2013 | Top 10 en Millors pel·lícules de l'any | Lloc Nº7   |
| 2013 | Millor repartiment                     | Guanyadora |